# 濱坂車站
濱坂車站（日语：／ Hamasaka eki */?）是一由西日本旅客鐵道（JR西日本）所經營的鐵路車站，位於日本兵庫縣美方郡新溫泉町濱坂，是JR西日本山陰本線沿線車站之一，屬於近畿統括本部所管轄的範圍。

## 簡介
濱坂車站是山陰本線沿線的營運切換車站之一，JR西日本近畿統括本部與中國統括本部營運列車的分界站，其中包含本站在內、往豐岡方向列車是近畿統括本部的營運範圍，而往鳥取方向列車則是中國統括本部的營運範圍。配合管轄單位的切換，濱坂車站是山陰本線上普通列車的折返換車站，而特急列車「濱風」也是以本站作為折返的終點站。
濱坂車站是北近畿地區知名的溫泉勝地、湯村溫泉的主要進出玄關，而車站附近地區也有許多溫泉休憩相關的設施，這也是車站所在地的新行政區名——新溫泉町的命名由來。然而由於濱坂車站距離大阪、京都等主要都會區較遠，大部分旅客實際上都是以同樣位於山陰本線上的八鹿作為前往湯村溫泉的接駁點。
當餘部橋因為側風過強有安全疑慮而無法通行時，會以由全但巴士（全但バス）操作的接駁車往返於香住與本站之間。

## 車站結構
側式月台1面1線與島式月台1面2線，合計2面3線的地面車站，由豐岡站管理。站舍於側式的1號月台側，島式的2、3號月台以地下道連絡。
車站設有綠窗口，2004年改為業務委託站之後，由JR西日本福知山MainTec派員服務。
車站站場有一座相當少見的磚造水塔，以往供蒸氣機車加水之用。

### 月台配置
| 月台 | 路線     | 方向 | 目的地             |
| ---- | -------- | ---- | ------------------ |
| 1－3 | 山陰本線 | 上行 | 城崎溫泉、豐岡方向 |
| 1－3 | 山陰本線 | 下行 | 鳥取、米子方向     |

## 相鄰車站
西日本旅客鐵道
 山陰本線
- 特急「濱風」停車站

■快速（豐岡方向到發，諸寄方向以「普通」運行）
餘部－濱坂－諸寄
■快速（鳥取方向到發，久谷方向以「普通」運行）、■普通
久谷－濱坂－諸寄